# Audible.com
Audible Inc. é um vendedor e produtor de entretenimento de áudio falado, informações e programação educativa na Internet. Audible vende audiobooks, programas de rádio e TV, e versões em áudio de revistas e jornais. Por meio de seu braço de produção, Audible Studios; Audible também se tornou o maior produtor mundial de audiobooks para download. Em 31 de janeiro de 2008 Amazon.com anunciou que iria comprar Audible por cerca de 300 milhões de dólares O negócio foi fechado em março 2008 e Audible tornou-se uma subsidiária da Amazon. A empresa está sediada em Newark, Nova Jérsei. Audible é dos Estados Unidos maior produtor de áudio livro e varejista. Está presente, nos Estados Unidos, Alemanha, França e Reino Unido. 